# Klaus Ernst
Klaus Friedrich Ernst (ur. 1 listopada 1954 w Monachium) – niemiecki polityk i działacz związkowy, współprzewodniczący Lewicy w latach 2010–2012, deputowany do Bundestagu.

## Życiorys
Z powodu ojczyma porzucił naukę w wieku 15 lat. Rozpoczął pracę w zawodzie elektryka, w 1974 uzyskał kwalifikacje zawodowe. W 1972 został członkiem związku zawodowego IG Metall. Od 1979 do 1984 studiował na Hamburger Universität für Wirtschaft und Politik, kończąc uczelnię z dyplomem z ekonomii społecznej. W 1984 uczestniczył w kilkutygodniowym strajku pracowników metalowych w Stuttgarcie. Awansował jednocześnie w strukturze związkowej, od 1995 pełnił kierownicze stanowisko w IG Metall we Schweinfurcie.
Jako związkowiec był krytyczny wobec reform Gerharda Schrödera, krytykował jego program Agenda 2010. Przez trzydzieści lat należał do Socjaldemokratycznej Partii Niemiec. Został z niej wykluczony w 2004. W tym samym roku znalazł się wśród założycieli nowej inicjatywy politycznej pod nazwą Alternatywa Wyborcza Praca i Sprawiedliwość Społeczna (WASG). W 2005, po jej przekształceniu w partię, został jednym z czterech liderów tej formacji.
Gdy w czerwcu 2007 WASG połączyła się z postkomunistyczną Die Linkspartei.PDS, został wiceprzewodniczącym nowego ugrupowania pod nazwą Lewica. W 2010 wybrany na współprzewodniczącego partii (obok Gesine Lötzsch, która ustąpiła w kwietniu 2012). W czerwcu 2012 na czele partii stanęli Katja Kipping i Bernd Riexinger.
W 2005 Klaus Ernst po raz pierwszy uzyskał mandat posła do Bundestagu. Z powodzeniem ubiegał się o reelekcję w wyborach w 2009, 2013, 2017 i 2021. W październiku 2023 opuścił swoje ugrupowanie, dołączając do nowego lewicowego projektu politycznego Sahry Wagenknecht.